# Klopoty (Dolní Žleb)
Klopoty (také Klopot – německy Globt, ale také Klopt nebo Klobt) byla poslední osada na levém břehu Labe na území Čech. Byla součástí obce Dolní Žleb.

## Původ názvu
Původ názvu není zcela jasný. S největší pravděpodobností se jednalo o slovanské pojmenování místa odvozené ze slova klopotný. Německé zdroje se přiklánějí k možnosti odvození názvu od německého "Klobe", což znamená štípané poleno.

## Historie
První písemná zmínka z roku 1781 uvádí dávné osídlení v Klopthäuser. Vzhledem k tomu, že osada Klopoty vždy spadala pod Dolní Žleb, chybí samostatné údaje o demografickém vývoji. Do roku 1945 bylo obyvatelstvo prakticky čistě Německé. Po vytvoření hraničního pásma po roce 1950 se celá osada ocitla uvnitř tohoto pásma, a proto bylo všech třicet budov do roku 1956 strženo.

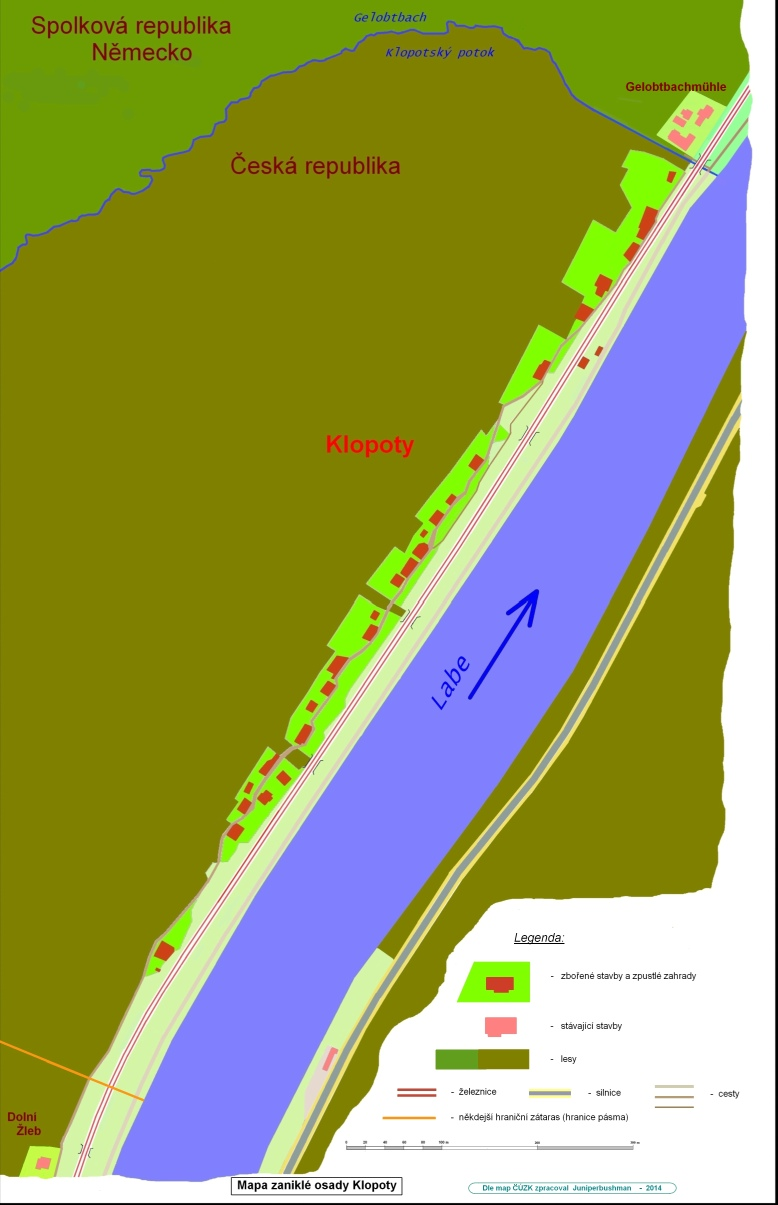
Mapa zachycuje stav území severně od Dolního Žlebu v roce 2014

V současnosti jsou dobře patrny ruiny jednotlivých budov. Na katastrálních mapách ČÚZK jsou stále vedeny jednotlivé parcely, které jsou v majetku města Děčína. Místo také připomíná název hraničního potoka – Klopotský potok.  Pramení  ve Smolném dole v CHKO Labské pískovce a tvoří hranici mezi ČR a Německem. Na dolním toku najdeme roku 1856 uměle vytvořený Klopotský vodopád padající do vodní nádrže, která byla rezervoárem pro bývalou pilu Gelobtbachmühle. Vodopád je dostupný po zelené stezce z Dolního Žlebu.  Na saské straně se pojmenování "Globt…" modifikovalo na "Gelobt…", a tak zde existují objekty Gelobtbach, Gelobtbachmühle a Gelobtweg.
Turistická atraktivita těchto míst se stále zvyšuje. Zejména údolí hraničního Klopotského potoka s vodní nádrží a vodopádem se stává stále více cílem výletů.